# Emmanuel Oti Essigba
Emmanuel Oti Essigba (født 24. september 1996) er en ghanesisk fodboldspiller, der spiller for Esbjerg fB.